# Lädersjögurka
Lädersjögurka (Duasmodactyla commune) är en sjögurkeart som först beskrevs av Forbes 1853.  I den svenska databasen Dyntaxa används istället namnet Thyonidium drummondi. Enligt Catalogue of Life ingår Lädersjögurka i släktet Duasmodactyla och familjen korvsjögurkor, men enligt Dyntaxa är tillhörigheten istället släktet Thyonidium och familjen svanssjögurkor. Arten är reproducerande i Sverige. Inga underarter finns listade i Catalogue of Life.